# Cordillera Septentrional

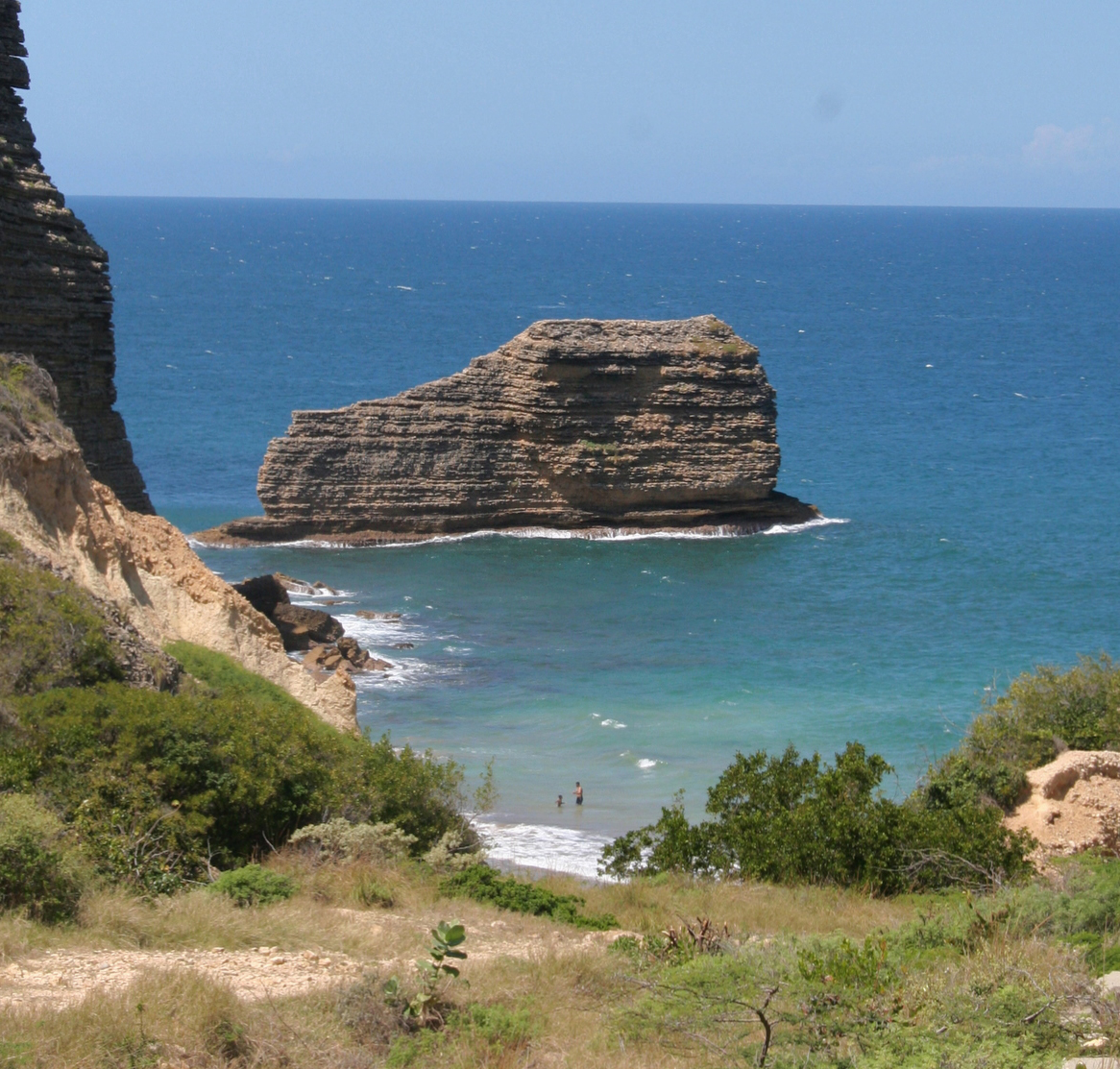
El zapato/The shoe en Monte Cristi, República Dominicana

La Cordillera Septentrional, conocida también como Sierra de Montecristi, es una cadena montañosa paralela a la costa norte de la República Dominicana. Se extiende en dirección noroeste-sureste desde las vecindades de la ciudad de Montecristi hasta un poco más al este de Arenoso y Rincón Molenillos (Villa Riva).

## Detalles

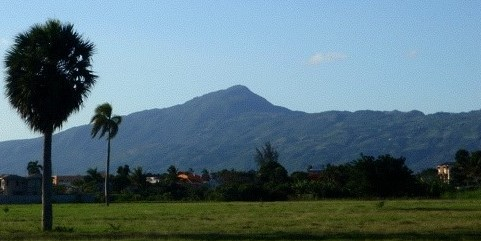
Vista de vertiente Sur de la Montaña o Loma Diego de Ocampo, fotografiada desde la ciudad de Santiago.

Esta sierra está separada de la Sierra de Samaná por una franja pantanosa de unos 12 kilómetros de ancho conocida como el Gran Estero. La Cordillera Septentrional es relativamente joven. Todas, o casi todas sus formaciones geológicas, datan del Terciario, o sea de 1 a 60 millones de años.
Al iniciarse cerca de Montecristi, comienza en una serie de colinas bajas que van ascendiendo a medida que se avanza hacia el este. Primero aparece el pico Murazo o Jicomé, frente a la población de Esperanza.
Este no es el pico más alto de esa sierra, pero es de los mayores, ya que tiene 1020 m de altura. Siempre viajando hacia el este, la cordillera culmina en la montaña de Diego de Ocampo. Esta es la altura de mayor categoría en esta cordillera, con 1249 m. Esta montaña se destaca, majestuosamente, frente a Santiago de los Caballeros.
Después del Diego de Ocampo aparece en la cordillera El Peñón, frente a la población de Tamboril, con 1100 m. En sus inmediaciones se encuentra ámbar, una resina fósil de plantas leguminosas que existieron en la cordillera durante el Mioceno.
Más al este, frente a la ciudad de Moca, la sierra presenta El Mogote, con 970 metros. En sus inmediaciones hay grandes plantaciones de café. Finalmente, encontramos la Loma Quita Espuela, frente a San Francisco de Macorís, con 943 m de elevación.
A partir de esta montaña la sierra comienza a descender hasta desaparecer en bajas colinas al llegar a los pantanos del Gran Estero, que se localiza en al este de la península de Samaná.
Citamos aquí la montaña Isabel de Torres, con 800 m de altura,a pesar de que este pico parece no pertenecer al sistema montañoso de la Sierra Septentrional. Por lo menos está bien alejado del eje principal de la sierra estudiada.
Antes se le llamaba Cordillera Septentrional, pero esta información ha sido actualizada a Sierra Septentrional ya que esta sierra no tiene la longitud necesaria ni la cantidad de montañas necesarias como para ser clasificada como una cordillera como antes se le consideraba.[cita requerida]